# Васильевка 1-я (Саратовская область)
Васильевка 1-я —посёлок в Дергачёвском районе Саратовской области в составе городского поселения Дергачёвское муниципальное образование.

## География
Находится на расстоянии примерно 6 километров по прямой на северо-запад от районного центра поселка Дергачи.

## История
Официальная дата основания 1954 год.

## Население
Постоянное население составляло 356 человек в 2002 году (русские 43%, казахи 47%) , 297 в 2010.